# Stenodactylus stenurus
Stenodactylus stenurus — вид геконоподібних ящірок родини геконових (Gekkonidae). Мешкає в Північній Африці.

## Поширення і екологія
Stenodactylus stenurus мешкають на північному сході Алжиру, в Тунісі і на північному заході Лівії. Вони живуть в піщаних пустелях.